# You're Driving Me Crazy
You're Driving Me Crazy è un album in studio del musicista britannico Van Morrison e del jazzista statunitense Joey DeFrancesco, pubblicato il 27 aprile 2018.

## Tracce
Testi e musiche di Van Morrison, eccetto dove indicato.
1. Miss Otis Regrets (Cole Porter)
2. Hold It Right There (Clark Terry/William Grey/Eddie "Cleanhead" Vinson)
3. All Saints Day (Morrison)
4. The Way Young Lovers Do (Morrison)
5. The Things I Used to Do (Eddie Jones)
6. Travellin' Light (John Mercer/James Mundy/James Young)
7. Close Enough for Jazz (Morrison)
8. Goldfish Bowl (Morrison)
9. Evening Shadows (Van Morrison/Acker Bilk)
10. Magic Time (Morrison)
11. You're Driving Me Crazy (Walter Donaldson)
12. Every Day I Have the Blues (Peter Chatman)
13. Have I Told You Lately (Morrison)
14. Sticks and Stones (Titus Turner)
15. Celtic Swing (Morrison)